# 蔡尚圻
拿督蔡尚圻（Datuk Gary Choy Sheung Ki，1982年12月3日－），生於香港，前香港體院足球運動員，司職中場，現從事金融及公司併購及擔任香港超級聯賽球會和富大埔榮譽主席。

## 足球生涯
蔡尚圻生於香港，早在8歲便到體院足球部受訓，同期隊友包括前香港隊隊長陳偉豪及黃耀富。球員年代司職進攻中場，蔡尚圻早年曾代表港青及香港學界足球隊出戰國際賽，其後亦曾經效力星島，快譯通青年軍及晨曦預備組，後來因到外國留學而放棄足球，回港後從事金融工作。
2010年，蔡尚圻回流後獲體院舊隊友黃耀富和陳偉豪邀請贊助甲組球會公民，未足30歲便出任球隊足球部主席，不過僅一季後又選擇離開，
2015年8月，蔡尚圻獲香港飛馬領隊文彼得邀請兼任球隊董事與總監，季尾飛馬四日內連奪足總盃及菁英盃冠軍。
2016年8月，蔡尚圻帶同教練團隊和球員入閣地區球會和富大埔，繼續以另一身份延續自己的足球夢，平日一有時間還會跟球會操練兼為和富大埔於預備組上陣，由於該賽季為和富大埔成立以來最成功的其中一季，故蔡尚圻頗獲得該會球迷歡迎，而他亦欣然留下並為大埔定下長遠發展計劃。

## 商業活動
2018年，拿督蔡尚圻由馬德鐘手上接手尖沙咀的Sushi Sora日本餐廳。

## 個人榮譽
蔡尚圻曾榮獲首屆世界傑出華人青年企業家獎，並獲頒授法國北歐大學榮譽博士。
2018年1月27日，蔡尚圻以Mega Step International Group Limited首席執行官的身份獲馬來西亞彭亨州蘇丹頒發拿督榮銜。

## 外部連結
- 香港足球總會網頁球員註冊資料